# عبد الهادي الحراجين
عبد الهادي الحراجين (مواليد 27 أكتوبر 1994 في الأحساء، السعودية)، هو لاعب كرة قدم سعودي يلعب حالياً في نادي الحزم.

## مسيرة اللاعب
لعب سابقاً لنادي هجر وانتقل إلى نادي الجبلين في عام 2018 وانتقل إلى نادي الخليج في عام 2019. في عام 2020 انتقل إلى نادي الحزم. ثم انتقل إلى نادي الرياض مع بداية موسم 2023/24.

## روابط خارجية
- عبد الهادي الحراجين على موقع Soccerway.com (الإنجليزية)